# 布莱克希女子组合
布莱克希女子组合（Blaxy Girls）是一个来自罗马尼亚康斯坦察地区的女子摇滚乐团。乐队由主唱Rucsandra Iliescu、贝斯手Cristina Marinescu、吉他手Diana Ganea、钢琴演奏者Ana Maria Nanu以及鼓手Gela Marinescu组成。
该组合的第一首单曲《若你觉察到了我的爱》（"If You Feel My Love"，被俗稱為"Ching Cheng Hanji"）曾在罗马尼亚迅速走红。而第二首重磅炸弹名为《亲爱的妈妈》（"Dear Mama"）。其视频剪辑在3月初的时候在全球放送，也是作为献给全天下所有女性和母亲们的礼物。乐团的首张专辑在2008年11月发售。她们曾在2008年的金鹿國際流行音樂節的半决赛上亮相，且入围过2009年欧洲歌唱大赛罗马尼亚国内比赛的最后角逐名单，最终凭借歌曲《亲爱的妈妈》与Cătălin Josan并列第二（而获得参加欧视大赛入场券的冠军由艾莲娜·乔治获得）。
在2008年金色舞台音乐节上，Blaxy Girls发售了一首混合风的歌曲《如果你感受到了我的爱意》（"If You Feel My Love"）。其特别之处就在于同时囊括了流行、R&B、京剧的风格，以及中英文语言。这首歌有包含京剧元素和不包含京剧的2个版本。
2009年初，布莱克希女子组合曾入围2009年欧洲歌唱大赛罗马尼亚地区国家预赛和国家决赛。在决赛中的电视观众投票环节中，布莱克希女子组合以12分的优势高出冠军艾莲娜·乔治2分。但其评委给分则只有艾莲娜的一半。
她们曾计划以一首《拯救世界》（"Save The World"）竞争罗马尼亚分赛区冠军资格，以便最终代表本国出征2010年欧洲歌唱大赛。但此计划后来放弃了。
在2010年末，Blaxy Girls通过了罗马尼亚为2011年欧视大赛而举办的预选赛，她们在新年夜举办的全国决赛中演唱了入围歌曲《这样真好》"It's So Fine"。但是她们最终还是与冠军宝座失之交臂。
2011年，她们又发售一首单曲《总统夫妇》（"Mr & Mrs President"）。这是一首双语演唱的流行民谣，得到了来自音乐评论家和听众的一致好评。遗憾的是，除了罗马尼亚数字榜以外，这首歌没有入围其它任何罗马尼亚本国的排行榜。在经过8个月的间歇期后，乐队在罗马尼亚发售了另一首商业上失败的单曲，名为《我想念啊》（"Mi-e dor"）。她们的第二张专辑已跳票多次，而这张专辑是否仍会发售目前还是未知数。

## 专辑
| 年份 | 专辑信息                                                                                              | 排行榜最好成绩       |
| 年份 | 专辑信息                                                                                              | 罗马尼亚百强榜（RO） |
| ---- | --- | -------------------- |
| 2008 | 若你觉察到了我的爱[a] - 发售时间：June 23, 2008 - 发售形式：CD, 数位音乐下载 - 出品公司：若顿唱片公司 | 1                    |

## 单曲
- 2008 - "If You Feel My Love"
- 2009 - "Dear Mama"
- 2009 - "I Have My Life"
- 2010 - "Save The World"
- 2011 - "It's So Fine"
- 2012 - "Miss You"
- 2013 - "Adio"